# 쿠르디스탄 애국 연합
쿠르디스탄 애국 연합(쿠르드어: Yekîtiya Nîştimaniya Kurdistan, 아랍어: الاتحاد الوطني الكردستاني, 약자: PUK)은 이라크북부에서 활동하는 쿠르드족 정당으로 쿠르디스탄 민주당(KDP)과 대등한 정당이었다. 쿠르디스탄 애국당으로도 불린다.
당원은 1만명으로 추정된다. 쿠르드 자치구의 서쪽은 쿠르디스탄 민주당(KDP)이, 동쪽은 쿠르디스탄 애국 연합이 쿠르드족의 지지를 받는다. 이 당은 쿠르디스탄 민주당(KDP)의 간부였던 잘랄 탈라바니가 1975년에 이 당을 창설했다. 이 당은 사회민주주의를 내걸어 왔는데 쿠르디스탄 민주당과는 자주 대립했다.
쿠르디스탄 애국 연합은 이란의 영향력에 놓여 있고, 이란은 이 당을 지원한다. 쿠르디스탄 애국 연합과 쿠르디스탄 민주당(KDP)은 이라크에서의 독립은 같은 목적이 있어서 1987년부터는 같이 협력했고, 1992년에 "쿠르드 민족 의회"를 만들었지만 1994년부터는 노선이나 터키 무역 등 자금을 둘러싸고 자주 대립했다.
쿠르디스탄 애국 연합은 터키의 쿠르디스탄 노동자당(PKK)을 지지한다. 2005년에 이 당의 의장인 잘랄 탈라바니가 이라크 대통령에 선출되었다.